# Rivière Cachée (vattendrag i Kanada, Québec, lat 45,61, long -73,82)
Rivière Cachée är ett vattendrag i Kanada.   Det ligger i provinsen Québec, i den sydöstra delen av landet, 150 km öster om huvudstaden Ottawa.
Runt Rivière Cachée är det i huvudsak tätbebyggt. Runt Rivière Cachée är det mycket tätbefolkat, med 1 463 invånare per kvadratkilometer.